# Alter Turm (Aldenhoven)

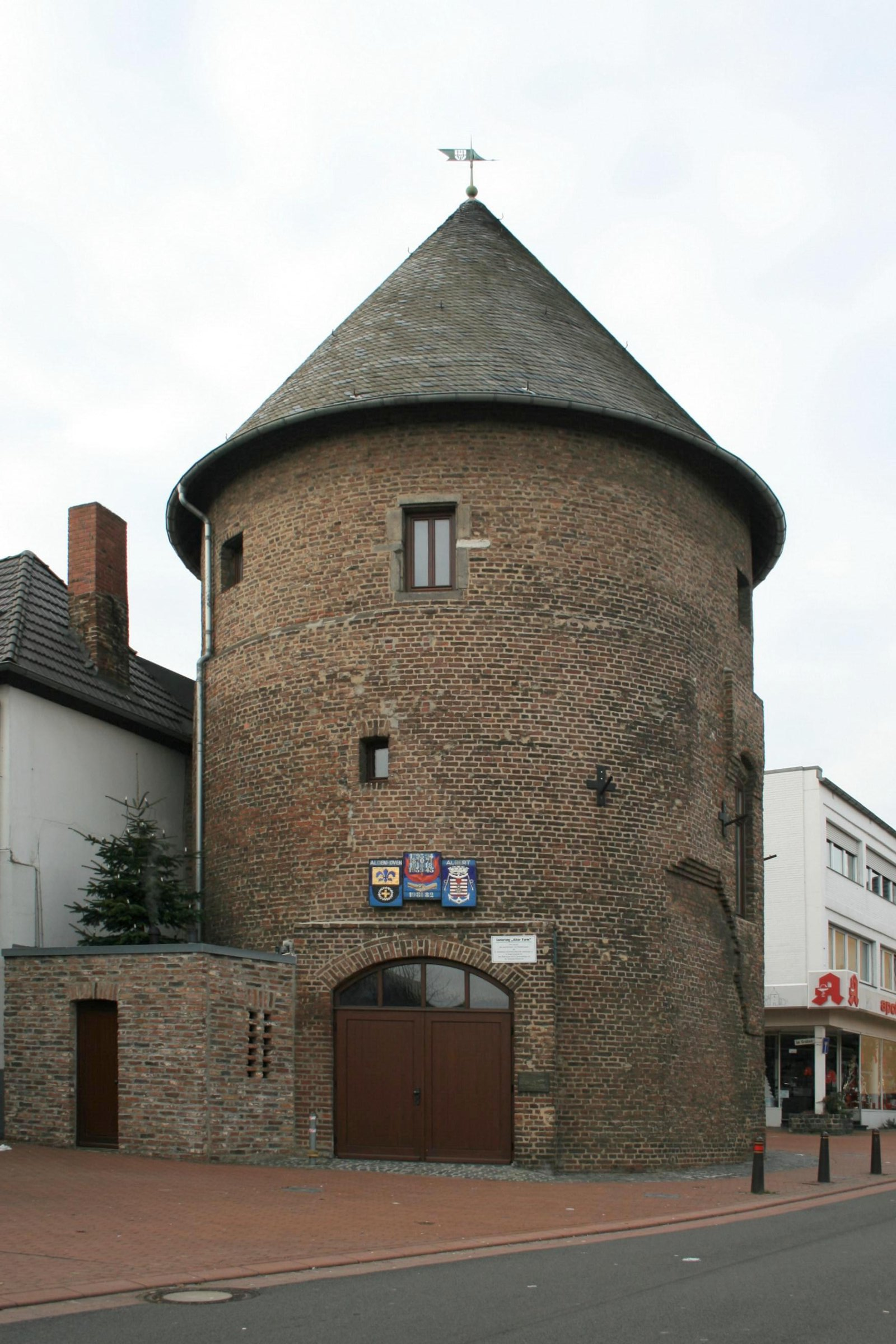
Alter Turm in Aldenhoven (2010)

Der Alte Turm in Aldenhoven, Kreis Düren in Nordrhein-Westfalen, ist ein Teil der ehemaligen Befestigungsanlage Aldenhovens aus der zweiten Hälfte des 15. Jahrhunderts. Der Alte Turm wurde mit Backsteinen erbaut und verfügt über ein Kuppelgewölbe und ein Kegeldach. Er ist einer von ehemals zwei Türmen des nordwestlichen Stadttores, des sogenannten  Aachener Tores. Vom anderen Turm sind nur die Fundamente erhalten geblieben.
1898 brachen durch Straßenverbreiterungsarbeiten Teile des Alten Turms zusammen. Nach dem Zweiten Weltkrieg wurde der Alte Turm nach Kriegsschäden wieder aufgebaut. Er steht seit 1986 unter Denkmalschutz. Ab 2003 wurde der Turm innen und außen saniert.

## Schützen- und Heimatmuseum
2001 übernahm die St. Sebastianus-Schützenbruderschaft das historische Gebäude von der Gemeinde.
Nachdem die baurechtlichen und denkmalrechtlichen Genehmigungen vorlagen, konnte 2003 mit den Arbeiten, hauptsächlich in Eigenleistung der Vereinsmitglieder, begonnen werden. 2011 wurde die Sanierung fertiggestellt.
Im alten Turm ist ein Schützenmuseum der Aldenhovener Schützenbruderschaft untergebracht. Führungen sind auf Anfrage möglich. Zudem steht ein Tagungsraum zur Verfügung, der seit 2012 auch für Trauungen angemietet werden kann.